# CNTD2
CNTD2 (англ. Cyclin N-terminal domain containing 2) – білок, який кодується однойменним геном, розташованим у людей на довгому плечі 19-ї хромосоми. Довжина поліпептидного ланцюга білка становить 307 амінокислот, а молекулярна маса — 33 574.
| 10         |  | 20         |  | 30         |  | 40         |  | 50         |
| ---------- |  | ---------- |  | ---------- |  | ---------- |  | ---------- |
| MLVRGRDQGS |  | GSRLGPIVRR |  | WAPRPSPLQS |  | LAASLDAEPS |  | SAAVPDGFPA |
| GPTVSPRRLA |  | RPPGLEEALS |  | ALGLQGEREY |  | AGDIFAEVMV |  | CRVLPLRALP |
| RAVTPEMRAL |  | VVDWLVQVHE |  | YLGLAGDTLY |  | LAVHLLDSYL |  | SAGRVRLHRL |
| QLLGVACLFV |  | ACKMEECVLP |  | EPAFLCLLSA |  | DSFSRAELLR |  | AERRILSRLD |
| FRLHHPGPLL |  | CLGLLAALAG |  | SSPQVMLLAT |  | YFLELSLLEA |  | EAAGWEPGRR |
| AAAALSLAHR |  | LLDGAGSRLQ |  | PELYRCSLGG |  | GSVWGHRSFR |  | DLPSWSFLRS |
| RRMRDNY    |  |            |  |            |  |            |  |            |

A: Аланін

C: Цистеїн

D: Аспарагінова кислота

E: Глутамінова кислота

F: Фенілаланін

G: Гліцин

H: Гістидин

I: Ізолейцин

K: Лізин

L: Лейцин

M: Метіонін

N: Аспарагін

P: Пролін

Q: Глутамін

R: Аргінін

S: Серин

T: Треонін

V: Валін

W: Триптофан

Задіяний у такому біологічному процесі, як альтернативний сплайсинг. 